# Кракувкі-Здзіхи
Кракувкі-Здзіхи (пол. Krakówki-Zdzichy) — село в Польщі, у гміні Городиськ Сім'ятицького повіту Підляського воєводства.
Населення — 91 особа (2011).
У 1975-1998 роках село належало до Білостоцького воєводства.

## Демографія
Демографічна структура станом на 31 березня 2011 року:
|          | Загалом | Допрацездатний вік | Працездатний вік | Постпрацездатний вік |
| -------- | ------- | ------------------ | ---------------- | -------------------- |
| Чоловіки | 49      | 9                  | 28               | 12                   |
| Жінки    | 42      | 7                  | 23               | 12                   |
| Разом    | 91      | 16                 | 51               | 24                   |